# Petticoat Lane Market

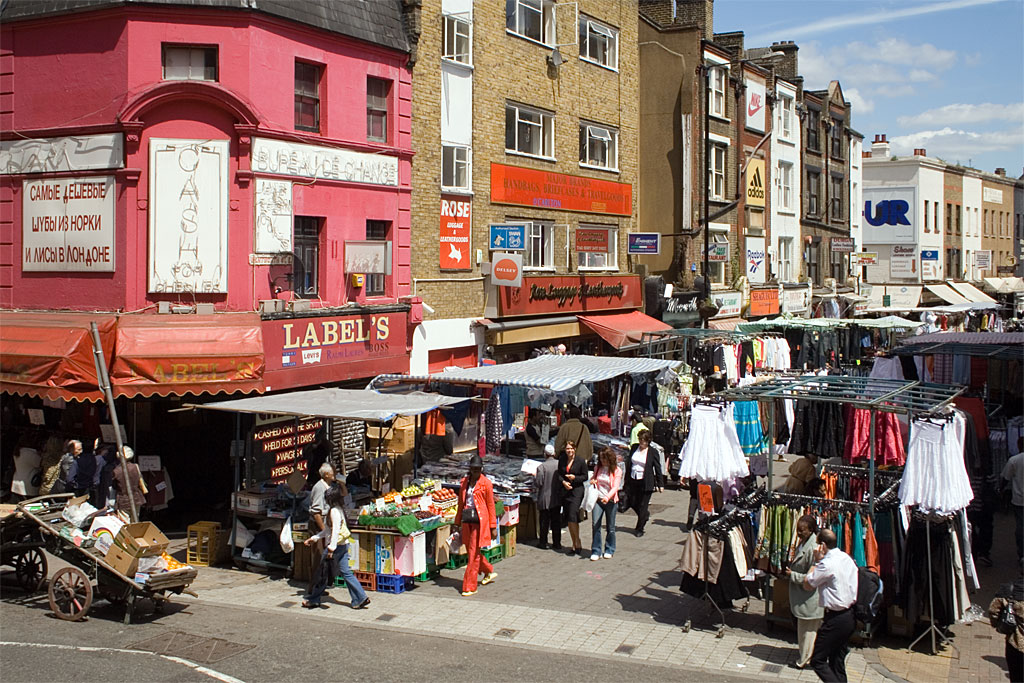
Petticoat Lane Market nell'est di Londra.

Petticoat Lane Market è un popolare mercato all'aperto di stoffe ed abbigliamento ubicato fra Wentworth Street e Middlesex Street nell'East End di Londra.

## Storia
Durante il periodo Tudor, Middlesex Street era conosciuta come Hogs Lane, una bella strada fiancheggiata da siepi e olmi. Si dice che ai fornai della città era permesso di tenere i maiali in strada al di fuori delle mura della città o questa potrebbe essere un'antica leggenda. La natura rurale della strada venne poi a mutare e nel 1590 vennero edificate delle case rustiche ai piedi dalle mura della città. Dal 1608 divenne un distretto commerciale in cui si vendevano vestiti di seconda mano e cose vecchie; il mercato venne denominato Peticote Lane. Questo era anche il luogo dove dimorava l'ambasciatore spagnolo e l'area attirò molti spagnoli sotto il regno di Giacomo I. Peticote Lane venne devastata dalla  grande peste del 1665 ed i ricchi fuggirono verso le campagne facendo perdere a Londra un quinto della sua popolazione.
Gli ugonotti in fuga dalla Francia, arrivarono numerosi nel tardo XVII secolo e molti si stabilirono nella zona. Diversi maestri tessitori si stabilirono nella nuova città di Spitalfields. 
Dalla metà del XVIII secolo, Petticoat Lane divenne un centro di produzione di tessuti ed il mercato passò a vendere capi di abbigliamento nuovi. Intorno al 1830il nome Peticote Lane cambiò di nuovo in Middlesex Street, questo per indicare il confine tra Portsoken Ward, nella City of London e Whitechapel, che coincideva con la Lane. Tuttavia, il vecchio nome continuò ad essere associato all'area 

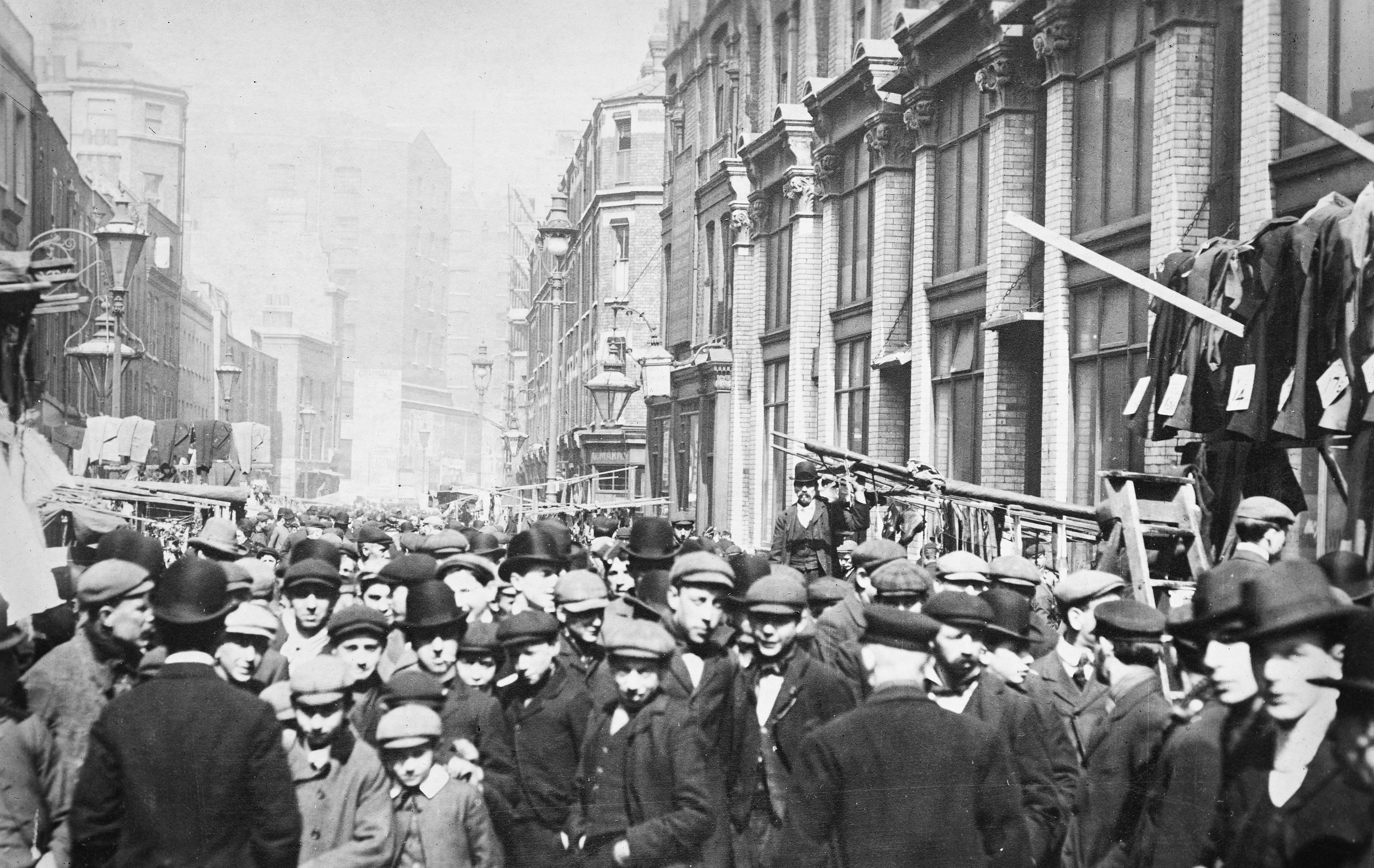
Petticoat Lane negli anni 1920.

Una successiva ondata di immigrati, questa volta ebrei provenienti dall'est Europa, si insediò nell'area dal 1882. Le cappelle, usate in precedenza dalla comunità ugonotta, vennero trasformate in sinagoghe; a causa della povertà lacerante esistente nella zona, vennero fondate numerose società di soccorso ebraiche. Gli immigrati ebrei entrarono nella locale industria dell'abbigliamento e mantennero le tradizioni del mercato. Il danno grave vissuto in tutto l'East End durante la seconda guerra mondiale disperse le comunità ebraiche in nuovi settori e la zona intorno a Middlesex Street subì un declino. Il mercato, tuttavia, ha continuato a prosperare e una nuova ondata di immigrazione asiatica, iniziata nel 1970, restaurò la vitalità della zona - incentrata nella vicina Brick Lane. 
Il mercato è sempre stato mal visto dalle autorità, essendo in gran parte non regolamentato e in un certo senso, illegale. Nel 1930, auto della polizia e dei vigili del fuoco vennero cacciati dalla strada in quanto con le loro sirene, disturbavano il mercato. I diritti del mercato vennero definitivamente sancita da una legge del 1936.

## Il mercato odierno
Esso è uno dei numerosi mercati tradizionali ubicato nell'est della City of London. A poche centinaia di metri a nord si trova Old Spitalfields Market e, in tutta Commercial Street, ad est il Brick Lane Market. Nelle vicinanze si trova il recentemente ristrutturato Spitalfields Market, che ospita una selezione di bancarelle di fascia più elevata. Quasi un chilometro più a est si trova il Columbia Road Flower Market. Petticoat Lane Market non è stato formalmente riconosciuto fino a quando venne emanata una legge  nel 1936, ma la sua lunga storia come un mercato informale lo rende probabilmente uno dei più antichi mercati del Regno Unito
Il mercato è aperto dal lunedì al venerdì soltanto su Wentworth Street ma la domenica viene esteso anche alle strade circostanti, con oltre mille bancarelle. Esso è chiuso il sabato e la domenica chiude intorno alle 14. I mercati sono ben segnalati dalle stazioni della metropolitana.
Nonostante la sua fama e la storia, il mercato di Petticoat Lane non è stato specificatamente progettato come attrazione turistica.

## Nell'arte e nel cinema
- Nel 1904, vi fu girato il documentario Petticoat Lane on Sunday prodotto dalla Hepworth.

## Trasporti
- Aldgate East tube station
- Aldgate tube station
- Liverpool Street Station
- L'area è ben servita da bus, su Bishopsgate, Aldgate e Whitechapel High Streets
- Restrizioni di parcheggio sono in vigore sull'area tutti giorni della settimana.